# Bojovnice pestrá
Bojovnice pestrá (Betta splendens) je sladkovodní paprskoploutvá ryba z podřádu labyrintky (Anabantoidei) a čeledi guramovití (Osphromenidae). Pochází z povodí řeky Mekong v jihovýchodní Asii, z Thajska, Kambodži, Laosu a Vietnamu.
Dorůstá asi 6–7 cm. Patří do skupiny tzv. pěnových bojovnic, jejichž samci staví pro potomstvo pěnová hnízda. Podobně jako ostatní labyrintky je vybavena nadžaberním orgánem, tzv. labyrintem, který umožňuje dýchání vzdušného kyslíku a život v teplých, stojatých a špatně okysličených vodách. České rodové jméno i thajský název ปลากัด (plakat, kousající ryba) poukazují na značnou vnitrodruhovou agresivitu a bojovnost, především mezi samci. Jejich bojové schopnosti jsou v Thajsku a dalších zemích nadále podporovány šlechtěním a využívány k tradičním rybím zápasům, na které se vsází. V psychologii je bojovnice pestrá využívána jako modelový organismus pro studium agresivity.
Bojovnice pestrá je celosvětově jednou z nejoblíbenějších akvarijních ryb. Do Čech ji roku 1897 dovezl Enrique Stanko Vráz, čímž se pravděpodobně stala první tropickou rybou chovanou v českých akváriích. Pro akvaristické účely bylo vyšlechtěno mnoho atraktivních barevných a tvarových forem. Často jsou tyto formy dlouhoploutvé, čímž se výrazně liší od divokých ryb i ryb šlechtěných pro zápasy. Ozdobné formy jsou předmětem chovatelských výstav a soutěží.

## Nomenklatura a taxonomie
Rod bojovnice (Betta), do kterého je bojovnice pestrá řazena, je s více než 60 druhy druhově nejbohatším rodem guramovitých a labyrintek vůbec. Rod se proto z praktických důvodů dělí do tzv. druhových skupin či komplexů, které nemají oficiální status taxonu. Podle bojovnice pestré byla pojmenována druhová skupina splendens (komplex Betta splendens). Do ní se kromě bojovnice pestré řadí i bojovnice nebojovná (Betta imbellis), bojovnice smaragdová (Betta smaragdina), bojovnice kropenatá (Betta stiktos) a dosud vědecky nepopsaná Betta sp. Mahachai.
V literatuře se vzhledem k popularitě tohoto druhu vyskytuje celá řada alternativních českých jmen, například bojovnice křivoploutvá, bojovnice obecná, bojovnice peřestá, bojovnice siamská, bojovnice závojová, bojovnice závojovitá nebo dokonce siamská bojová rybka (což je doslovný překlad běžného anglického jména Siamese fighting fish).

## Výskyt
Původním areálem výskytu bojovnice pestré je povodí řeky Mekong v jihovýchodní Asii – v Thajsku, Kambodži, Laosu a Vietnamu. Na řadě míst však zdivočely původně domestikované ryby, a to jak v původním areálu a jeho okolí, tak i zcela mimo původní areál, například v Americe, konkrétně v Brazílii, Kolumbii a Dominikánské republice. To má negativní dopad zejména v oblastech původního výskytu a jeho okolí, neboť zdivočilé šlechtěné ryby se kříží s původními divokými formami bojovnice pestré i dalšími druhy komplexu splendens, jako je bojovnice nebojovná či smaragdová.

## Chov v zajetí
Samci jsou vůči sobě (a někdy i vůči samicím) velmi agresivní, a proto se doporučuje chovat vždy pouze jednoho samce v akváriu. V případě chovu více samců současně je nezbytné je chovat v dostatečně velkém akváriu s množstvím přirozených skrýší. V přírodě samci sice nebojují až do usmrcení protivníka, ale v nevhodně řešeném akváriu nemá poražený kam uprchnout, takže boj může skončit jeho smrtí. Chovatelé, kteří se zaměřují na výcvik výstavních samců, používají obvykle propojená menší akvária, kdy je v každém jeden samec, který soupeří s ostatními přes sklo a díky tomu rostou jeho ploutve.
Tyto ryby dlouhou dobu byly a stále jsou šlechtěny, proto se akvarijní forma od divoké formy značně liší. Samci i samice se vyskytují v mnoha barvách, jako je modrá, červená, zelená, bílá a i v různých kombinacích. Ploutve samečků bývají v případě správného chovu velmi dlouhé a rozličných tvarů. Nejčastější barvou těchto rybiček je tmavěmodrá a červená. Nejvzácnější jsou žluté a oranžové varianty. Někdy mohou být navzájem nesnášenlivé i samice, ačkoliv jejich agresivita je obvykle vedena k vytváření poměrně přísné, nicméně klidné hierarchie – za předpokladu, že je v nádrži 3 a více samic. Soužití dvou samic, pokud je jedna z nich dominantní, obvykle končí smrtí té slabší. Samice mohou napadnout i slabšího samce, na což je třeba brát ohledy především při odchovu. V každém případě platí pro chov stejná pravidla, jako pro samce, tedy prostorná a členitá akvária.
Jakkoliv je vlastní chov bojovnic co se týče přípravy poměrně složitý, odchov je díky silně vyvinutému rozmnožovacímu pudu tohoto druhu poměrně snadný a skutečně velmi zajímavý. Sameček pomocí sekretu z tlamy postaví pěnové hnízdo z bublin, do kterého ukládá oplodněné jikry. Samička je ihned po tření od hnízda vyhnána a musí se z akvária odlovit. Sameček neustále hnízdo upravuje a opětovně do něj zabudovává popadané potomstvo. Po zhruba třech dnech, když plůdek vstřebá svůj žloutkový váček a rozplave se, se odloví i sameček. Potěr je velmi drobný a odchovává se prachovou potravou a planktonem. Rozmnožovací pud lze posílit zvýšením teploty a snížením hladiny vody v akváriu.
Bojovnice se dobře hodí do společenských nádrží, ale pouze ke klidným a neagresivním druhům, které bojovnicím nebudou okusovat jejich dlouhé ploutve a současně nemohou být pro bojovnice vizuálním rivalem, jako třeba některé cichlidy (např. známé skaláry). Ani malé rybky nejsou vhodným společníky, protože by bojovnicemi mohly být považovány za potravu. Ideálním prostředím pro bojovnice je akvárium klasického formátu nad 100 l, ve kterém nechybí vysoké a volně plovoucí rostliny. Vhodná teplota pro tyto rybky je mezi 24–30 °C a pH vody by mělo být v rozmezí 6,5–7,0, přičemž je nezbytné prostředí udržovat v uvedených mantinelech. Betty jsou velmi citlivé na nepříznivé podmínky, mohou trpět alergiemi na některé vybavení akvária, případně na přemnožení bakterii a sinic.

### Společný chov více samců pohromadě
Samce bojovnic pestrých je vzhledem k jejich bojovnosti nutno ve většině případů chovat odděleně. K tomu se obvykle používá množství velmi malých nádrží o obsahu zřídka překračujícím několik litrů. Jsou-li však splněny určité předpoklady, je možno chovat i větší množství dospělých samců v jedné nádrži. To může být výhodné například při komerčním odchovu. Thajský chovatel bojovnic Sittisak Nantaterm uvádí následující podmínky úspěšného chovu většího množství samců pohromadě: musí se jednat o samce pocházející z jednoho výtěru a odchovávané společně, musí být chováni v dostatečně velké nádrži (například 120 ryb v jámě o průměru 100 cm), musí být pravidelně a dostatečně krmeni, nádrž musí být bohatě osázena vodními rostlinami poskytujícími dostatek úkrytů a rozdělujících nádrž na dostatek teritorií, ryby nesmí být rušeny hlukem ani pohybem vody a voda v nádrži by vůbec neměla být měněna, kvalitu vody musí zajistit rostliny svým metabolismem. I za dodržení těchto podmínek však může docházet k ojedinělým soubojům, autor proto tuto metodu nedoporučuje k chovu dlouhoploutvých variet, které jsou náchylnější na poškození ploutví.

### Krmení
V akváriu dobře přijímá většinu umělých vločkových i granulovaných krmiv vhodné velikosti, řada výrobců dodává i speciální umělá krmiva vyvinutá přímo pro šlechtěné bojovnice. Jsou to například Hikari Tropical Betta Bio-Gold, JBL NovoBetta, OceanNutrition Atison's Betta Food, Sera Bettagran nebo Tetra Betta.

### Vyšlechtěné chovatelské formy
Většina dnes chovaných bojovnic se výrazně odlišuje od původní přírodní formy, která je chována jen velmi vzácně. Domestikované ryby také druhotně zdivočely v místech původního výskytu i jinde, a kříží se s původní divokou formou i dalšími druhy skupiny splendens. Chovatelské formy se od původních divokých ryb s krátkými ploutvemi a převažujícím červenomodrým zbarvením mohou lišit tvarem i barvou.

#### Tvarové formy
Odlišnosti v tvaru mezi jednotlivými chovatelskými formami se týkají především ploutví. Některé odlišnosti se však týkají i vlastního těla ryb, například Doubletail formy mívají tělo vyšší. Odlišnosti ve tvaru ploutví jsou nejvýraznější u samců, u samic, které mívají ploutve výrazně kratší, nelze některé formy odlišit.

##### Plakat
Termínem plakat (z thajského pla kad, kousající ryba) se označují krátkoploutvé formy tvarem více či méně připomínající původní divoké ryby. Do této skupiny patří všechny ryby šlechtěné v Thajsku pro zápasy,

##### Crowntail
Jako Crowntail se označují ryby s paprsky ocasní ploutve přesahující okraj ploutve.

##### Doubletail
Jako Doubletail se označují ryby s ocasní ploutví rozdělenou na dvě části.

##### Halfmoon
Jako Halfmoon (půlměsíc) se označují ryby s půlkruhovitou ocasní ploutví, roztažitelnou do úhlu 180°.

Vyšlechtěné tvarové formy bojovnice pestré
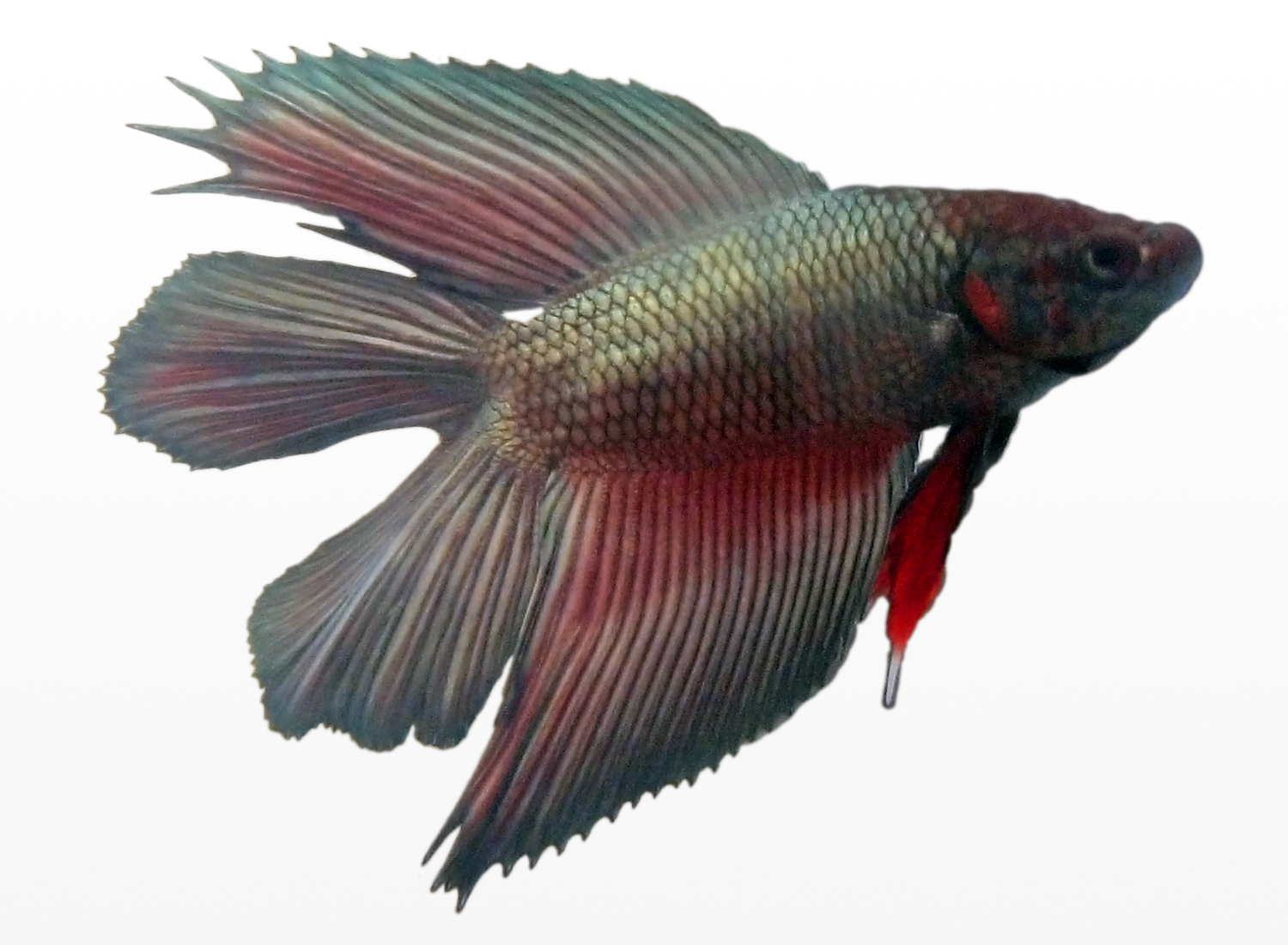
Doubletail
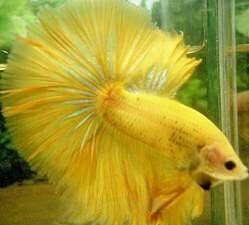
Halfmoon
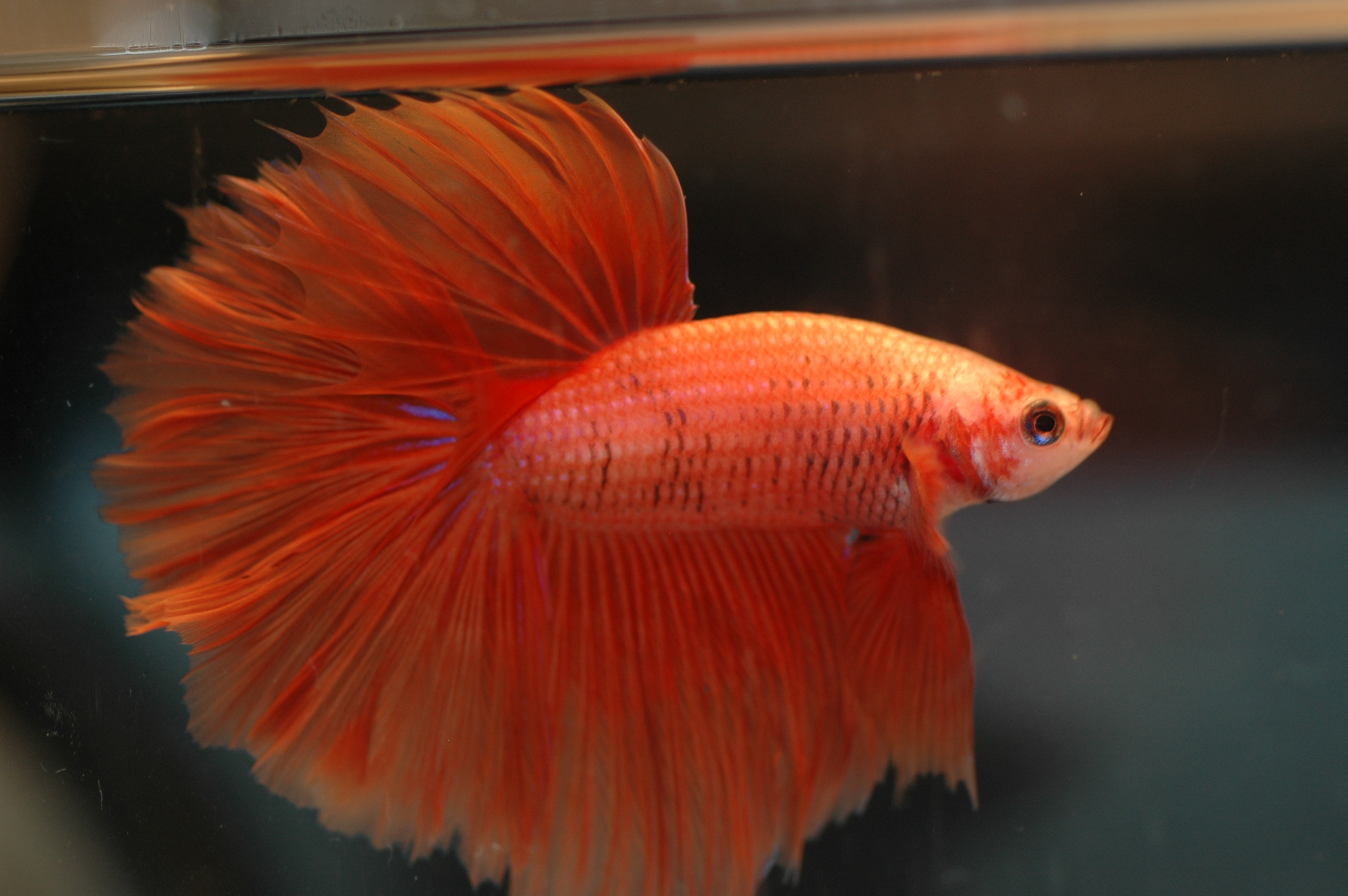
Halfmoon
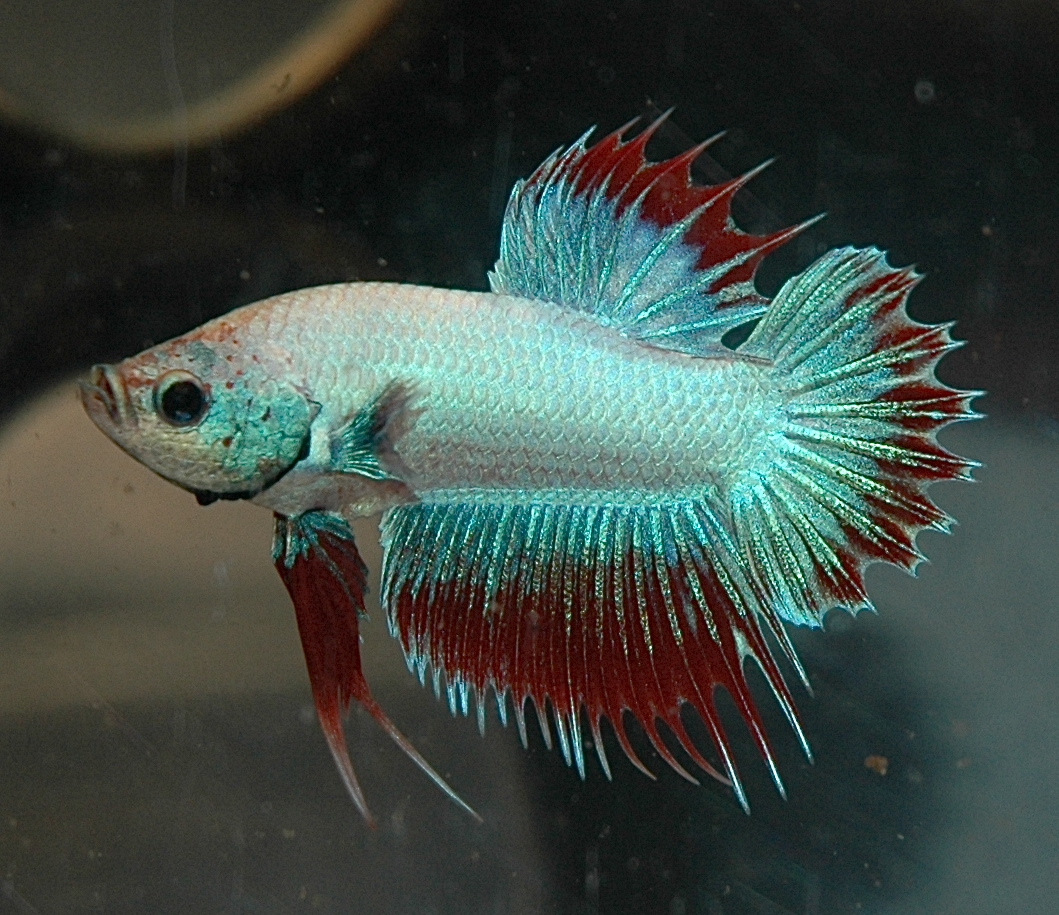
Crowntail